# Pálúr János
Pálúr János (1967) a Liszt Ferenc Zeneművészeti Egyetem orgona szakvezető- és improvizáció tanára (1998-), a Fasori Református Templom orgonistája (1997-).
Orgona tanulmányait Baróti István, Lehotka Gábor és Olivier Latry növendékeként végezte a budapesti Zeneakadémián és a párizsi Conservatoire "perfectionnement" ciklusán. Orgonajátékával több orgonaversenyen is első díjat nyert. Nevéhez fűződik a mecheleni Flor Peeters verseny első díja (1990), a budapesti Gárdonyi Zoltán emlékverseny első díja (1991), Párizs Városának Nagydíja (a Grand Prix d'Interprétation de la Ville de Paris) és a párizsi nemzetközi orgonaverseny kortárs zenei különdíja (1997). 
Európa 17 országában, az Egyesült Államokban, Kanadában, Oroszországban, Dél-Koreában, Japánban és Ausztráliában adott hangversenyeket, melyek száma 2018-ban meghaladta a 700-at. 1993-tól folyamatosan jelennek meg CD felvételei, melyek között szerepel Robert Schumann és Maurice Duruflé összes orgonaműve is. 
Előadóművészi munkásságát a Liszt Ferenc-díjjal ismerték el 2017-ben.

## Külső hivatkozások
- Pálúr János a Zeneakadémia honlapján
- Saját honlapja

1. ↑  https://info.bmc.hu/index.php?node=artists&table=ZENESZ&id=1270